# Стругаска
Стругаска (рум. Strugasca) — село у повіті Караш-Северін в Румунії. Входить до складу комуни Корнерева.
Село розташоване на відстані 297 км на захід від Бухареста, 49 км на південний схід від Решиці, 120 км на південний схід від Тімішоари, 137 км на північний захід від Крайови.

## Населення
За даними перепису населення 2002 року у селі проживали 48 осіб, усі — румуни. Усі жителі села рідною мовою назвали румунську.